# Diócesis de Brechin (antigua)
La diócesis de Brechin (en latín: Dioecesis Brechinensis y en inglés: Diocese of Brechin) fue una circunscripción eclesiástica de la Iglesia católica en el Reino Unido. Se trataba de una diócesis latina, sufragánea de la arquidiócesis de San Andrés. Fue suprimida de hecho al morir su último obispo católico en abril de 1566.

## Territorio y organización
La diócesis extendía su jurisdicción sobre los fieles católicos de rito latino residentes en parte de Escocia, en el área del concejo de Angus. Desde el 4 de marzo de 1878 el territorio es parte de la diócesis de Dunkeld.
La sede de la diócesis se encontraba en la localidad de Brechin, en donde la catedral era actual iglesia de la Santísima Trinidad, que desde Reforma escocesa pertenece a la Iglesia de Escocia.

## Historia
Los orígenes de la diócesis son inciertos. Desde al menos el siglo X Brechin fue sede de un monasterio, cuya iglesia, dedicada a la Trinidad, fue fundada entre 970 y 975 durante el episcopado de Cellach de San Andrés, de quien Brechin dependía entonces. Es probable que las iglesias que más tarde formaron la diócesis hubieran sido fundadas por la abadía de Brechin y dependieran de ella.
A falta de fuentes contemporáneas, la fundación de la diócesis se atribuye a mediados del siglo XII durante el reinado de David I (1124-1153), quien trabajó para reorganizar la Iglesia escocesa siguiendo el modelo de la romana. El primer obispo conocido es Sansón, que aparece en documentos antes de la muerte del rey David (24 de mayo de 1153).
La diócesis está documentada más tarde en una carta del papa Adriano IV de 1155 escrita a los obispos de Escocia, invitándolos a someterse al metropolitano de York. Los obispos generalmente aceptaron este acuerdo, pero de hecho mantuvieron su independencia de la Iglesia inglesa hasta que el papa Clemente III (1187-1191) reconoció oficialmente el statu quo al hacer que todas las diócesis escocesas estuvieran inmediatamente sujetas a la Santa Sede.
El capítulo de la Catedral de Brechin estaba compuesto por cinco dignidades: decano, archidiácono, canciller, cantor y tesorero. A diferencia de otras diócesis escocesas, la de Brechin no estaba dividida en decanatos rurales, probablemente porque su territorio era muy limitado, situado entre las sedes de San Andrés, Aberdeen y quizás Dunkeld.
El 17 de agosto de 1472 pasó a formar parte de la provincia eclesiástica de San Andrés.
El último obispo católico fue John Sinclair, quien murió en abril de 1566. Fue sucedido por Alexander Campbell, primer obispo de la Iglesia de Escocia, quien fue propuesto por el conde protestante de Argyll y presentado por el Corona ante el papa el 21 de julio de 1566. Procedió a enajenar la mayor parte de las tierras e ingresos del obispado, otorgando la mayor parte al conde. El episcopado fue abolido en la Iglesia de Escocia en 1689, pero continuó hasta hoy en la Iglesia episcopal escocesa en la diócesis de Brechin.

## Episcopologio
- Samson † (antes del 24 de mayo de 1153-después de 1165)
- Turpin † (1178-?)
- Ralph † (1198 o 1199-1218 falleció)
- Gregory † (15 de diciembre de 1218-después de 1242 falleció)
- Albin † (19 de julio de 1246-1269 falleció)
- William de Kilconcath, O.P. † (24 de mayo de 1275-1295? falleció)
- Nicholas † (21 de enero de 1297-?)
- John de Kininmund † (1 de junio de 1298-circa 1328 falleció)
- Adam de Moray † (31 de octubre de 1328-1348 falleció)
- Philip Wilde † (17 de febrero de 1350-después del 16 de marzo de 1651 falleció)
- Patrick de Leuchars, O.S.A. † (17 de noviembre de 1351-? renunció)
- Stephen de Cellario † (12 de junio de 1383-? falleció)
- Walter Forrester † (26 de noviembre de 1407-? falleció)
- John de Crannach † (7 de junio de 1426-? falleció)
- George Shoreswood † (8 de marzo de 1454-1460)
- Patrick Graham † (11 de mayo de 1463-15 de diciembre de 1465 nombrado obispo de San Andrés)
- John Balfour † (15 de diciembre de 1465-? renunció)
- William Meldrum † (4 de julio de 1488-?)
- John Hepburn † (1517-agosto de 1558 falleció)
  - Sede vacante (1558-1565)
- John Sinclair † (7 de septiembre de 1565-abril de 1566 falleció)